# Жіночі труси

Моделі жіночих трусів

Жіночі труси́ — частина спідньої білизни жінок, призначена для захисту вульви та інтимної гігієни (також зігрівання, затримування вагінальних виділень, кріплення менструальних прокладок). Менструальні труси самі по собі слугують для затримування незначних виділень. Труси в роздільному купальнику є частиною купального костюму, хоча можуть наслідувати всі відомі моделі. 
Як сексуалізована частина гардеробу, жіночі труси є елементом еротичної білизни і мають багато моделей та форм, орієнтованих на естетичність.

## Історія
Перший прообраз жіночих трусів з'явився у Стародавньому Єгипті: настегнова пов'язка «схенті» — неширока тканина, яка підтримувалась на талії поясом. У греко-римський період жінки вдягали труси-сублігакулум, схожі на сучасні плавки, які використовувались під час спортивних і танцювальних змагань.
В середні віки жіночих трусів не існувало. Будь-які спроби створити цей предмет одягу одразу ж припинялися. Замість цього аристократки носили довгі спідниці під криноліном, які шилися із білого полотна без прикрас.
У цей період венеційські куртизанки почали носити шовкові та оксамитові панталони довжиною до коліна, які вважалися ознакою аморального життя. У 1578 році панталони здобули тимчасову популярність завдяки королеві Франції Катерині Медічі. Це були шорти із золотої або срібної тканини, прикрашені численними рюшами і бантами. Після смерті королеви аристократки не могли собі дозволити цю розкіш, відсутність якої полегшувала справляння фізіологічних потреб.
У 1730 році спеціальним указом короля Людовика XV французька поліція зобов'язала танцівниць вдягати «канканські» труси під короткі спідниці. Наприкінці XVIII ст. жіночі труси були завезені з Франції до Великої Британії. Застібка в цих моделях розташовувалась ззаду. Багаті дами носили труси з бавовни, шерсті або льону, а також короткі штани до колін, які стягувались поміж ніг.
На початку XX ст. в моду увійшли кольорові панталони з передньою застібкою, які прикрашалися мереживом, бантами та рюшем. Тогочасні модниці носили подовжені шорти, до яких підв'язувались панчохи, а також шовкову комбінацію із застібкою внизу. Прості селянки трусів не вдягали. У 1928 році німецька компанія Naturana представила першу колекцію спідньої білизни із бавовни, яка нагадувала сучасні труси.

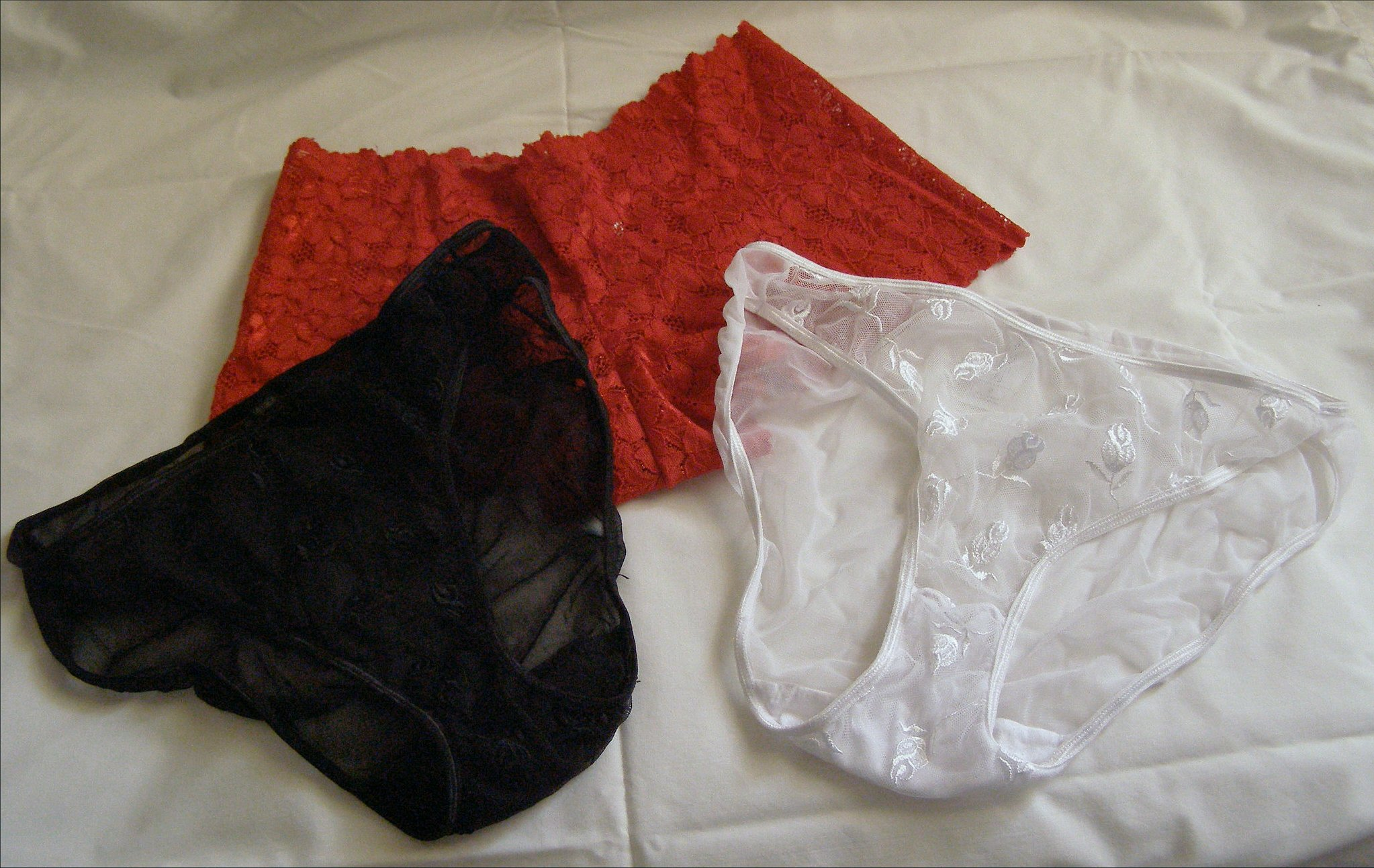
Мереживні труси різних моделей

У 1930-х роках жіночі труси значно спростилися та вкоротилися, з'явилися облягаючі моделі із трикотажу. Труси з високою талією доповнювала нижня спідниця з тонкої напівпрозорої тканини. У повоєнні роки жіночі труси стали повноцінним предметом гардеробу, а їх світове визнання супроводжувалось численними скандалами, наслідком яких стала публічна демонстрація відкритої білизни. У 1949 році спільнота обурилась тенісисткою Гассі Моран, у якої було видно мереживні труси з-під короткої спідниці, а наприкінці 1950-х бурхливу дискусію викликав перший публічний показ колекції трусів німецької фірми Triumph. У цей період в модній індустрії зароджується стиль «пін-ап», який облягав і підкреслював жіночу фігуру.
У 60-ті роки світ охопив феміністичний рух, який вплинув на моду спідньої білизни. Хвиля заворушень, особливо в західних країнах, досягла свого апогею у 1968 році, під час яких атрибути жіночності публічно спалювались у «вогнищах свободи». Наступне десятиліття ознаменувалося сексуальною революцією. У 1977 році Рой та Гейє Реймонди створюють магазин спідньої білизни «Victoria's Secret», дизайн якого був виконаний у вікторіанському стилі.
У серпні 1981 року модельєр Фредерік Меллінгер створив першу колекцію міні-трусів, які згодом стали називатися танга. Також широкого розповсюдження набули труси-стрінги і моделі з високим вирізом на стегнах — бікіні. На межі тисячоліть були модними мереживна та напівпрозора білизна, яка стала ще більш відвертою завдяки гламуру та «порно-шику».
На початку 2014 року на території Росії, Білорусі і Казахстану була введена заборона на виробництво, ввезення і продаж мереживних трусів.

## Типи

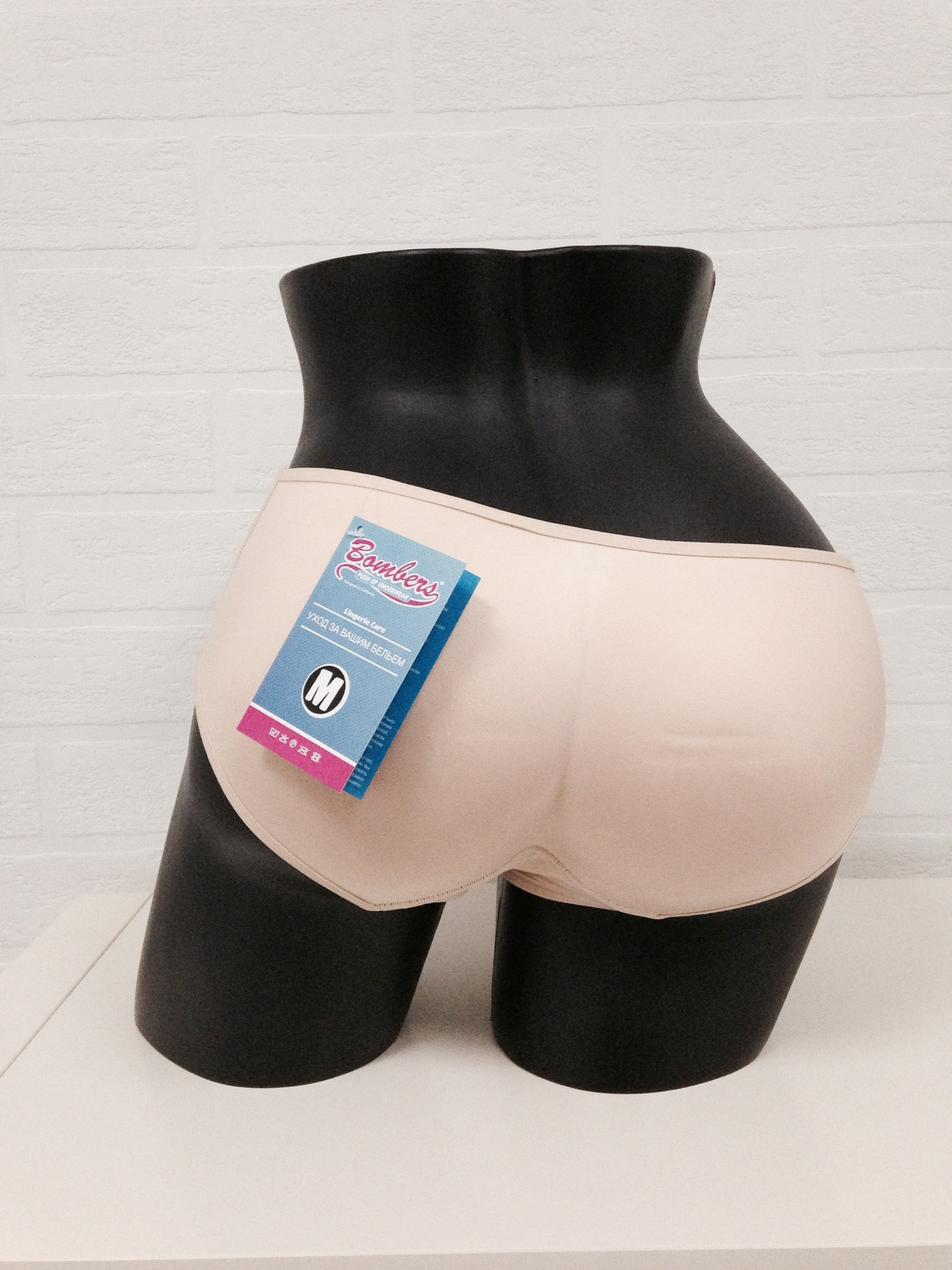
Бомберси для збільшення сідниць

Крім повсякденної білизни, існують спеціальні труси для жінок.
- Коригуючі труси
- Менструальні труси
- Корсетні труси

## Моделі
Залежно від глибини вирізу на стегнах, виділяють три основних типи трусів — «максі» (maxi), «міді» (midi) і «міні» (mini).
Найпоширенішими є труси-міді. Вони повністю або частково закривають сідниці і мають виріз на середині стегна. Залежно від фасону, резинка знаходиться на талії або на стегнах. Такі труси виготовляють із бавовни або натуральних тканин і дозволяють шкірі дихати.
Труси-максі закривають сідниці повністю і мають завищену талію. Ці моделі дозволяють коригувати фігуру, шиються із еластичних матеріалів, а також утеплених та безшовних тканин.
Міні-труси складаються з невеликого трикутника для вульви та лобка і смужок, з'єднаних резинкою на стегнах. Виготовляються переважно з синтетичних матеріалів. Такі моделі повністю оголюють сідниці і не прикривають анус. Труси міні пов'язані з ризиками для жіночого здоров'я і не призначені для цілодобового носіння.
- Пенті (Panty) — еластичні стягуючі труси.

| Тип   | Модель                                       | Приклади | Приклади | Приклади | Опис |
| ----- | -------------------------------------------- | -------- | --- | --- | --- |
| Максі | Панталони                                    |          | | Закривають стегна майже повністю, схожі на шорти або короткі капрі. Класичні панталони є закритими від пояса до колін, часто з отворами чи розєднуваними частинами для сечовипускання і дефекації. | Закривають стегна майже повністю, схожі на шорти або короткі капрі. Класичні панталони є закритими від пояса до колін, часто з отворами чи розєднуваними частинами для сечовипускання і дефекації.                                        |
| Максі | Французькі труси(French knickers, tap pants) |          | | Просторі труси вільного крою, схожі на шорти або чоловічі сімейні труси. Тримаються на резинці, не прилягаючи щільно до тіла і можуть сягати кльошу від стегна.                                    | Просторі труси вільного крою, схожі на шорти або чоловічі сімейні труси. Тримаються на резинці, не прилягаючи щільно до тіла і можуть сягати кльошу від стегна.                                                                           |
| Максі | Пейдженсліп (Pagenslip)                      |          | Високі облягаючі труси з короткими штанинами та прямолінійною ластовицею для ніг.                                             | Високі облягаючі труси з короткими штанинами та прямолінійною ластовицею для ніг. | Високі облягаючі труси з короткими штанинами та прямолінійною ластовицею для ніг. |
| Максі | Girdle                                       |          | Труси з посадкою високо на талії, що закривають усі сідниці і стегно приблизно до середини. Часто є коригуючими.              | Труси з посадкою високо на талії, що закривають усі сідниці і стегно приблизно до середини. Часто є коригуючими.                                                                                   | Труси з посадкою високо на талії, що закривають усі сідниці і стегно приблизно до середини. Часто є коригуючими. |
| Максі | Шорти (боксери)                              |          | | | Зручна унісекс модель нагадує шорти для плавання (хоча й може також виконуватись з мережив, вишивки та тесьми). Боксери з еластичними вставками ззаду можуть використовуватись для корекції фігури, підтримуючи сідниці.                  |
| Міді  | Брифи або Сліпи (Slip)                       |          | | | Труси класичної універсальної форми з вирізом до середини стегна. Розташування гумки може варіювати талії до середини стегна. Шиються з ситцю, бавовни, мережива, шовку тощо. Вважаються одними з найзручніших для повсякденного носіння. |
| Міді  | Актив                                        | B        | D | D | D |
| Міді  | Кюлоти                                       | B        | D | D | D |
|       | Бразильяна                                   |          | Складаються з двох трикутників, з'єднаних резинками або тонкими смужками тканини, що частково чи повністю закривають сідниці. | Складаються з двох трикутників, з'єднаних резинками або тонкими смужками тканини, що частково чи повністю закривають сідниці.                                                                      | Складаються з двох трикутників, з'єднаних резинками або тонкими смужками тканини, що частково чи повністю закривають сідниці. |
|       | Деван-дер'єр                                 | B        | D | D | D |
| Міні  | Танга (Tanga)                                |          | Труси з максимальним відкриттям сідниць, але з ширшою бічною частиною, ніж стринги.                                           | Труси з максимальним відкриттям сідниць, але з ширшою бічною частиною, ніж стринги. | Труси з максимальним відкриттям сідниць, але з ширшою бічною частиною, ніж стринги. |
| Міні  | Тонг (Thong)                                 |          | «Максі», «міді» чи «міні» труси на стегнах                                                                                    | «Максі», «міді» чи «міні» труси на стегнах | «Максі», «міді» чи «міні» труси на стегнах |
| Міні  | Стринги (String)                             |          | | | Повністю залишають сідниці відкритими завдяки дуже вузькій сполучній смужці, резинці або вервечці на стегнах. Підходять для врочистих прийомів під обтислий одяг.                                                                         |
| Міні  | Бікіні                                       | B        | Модель, на яку йде мінімум тканини. Не коригують фігуру і зовсім не підходять для зимової погоди.                             | Модель, на яку йде мінімум тканини. Не коригують фігуру і зовсім не підходять для зимової погоди.                                                                                                  | Модель, на яку йде мінімум тканини. Не коригують фігуру і зовсім не підходять для зимової погоди. |